# 海洋深層水
深層海水（英语：Deep sea water（DSW），也称Deep ocean water（DOW））也稱為深層水。深層海水是指200公尺以下與表層海水的物理、化學特徵不同的海水。地球上約95%的水為深層海水。前述定義為產業利用上的定義，與海洋學的定義不同。

## 深層海水定義
海洋學定義的深層海水，是指分佈於大洋深處的海水，在格陵蘭島海域及南極海海域所形成。這些深層海水透過溫鹽環流，以2000年的時間於全球海洋間移動，也是維持全球氣候平衡重要的機制。而產業利用上定義的深層海水，泛指200公尺以下的海水。在地球上約95%的海水，都稱之為深層海水。

## 深層海水特性
產業利用的定義，深層海水的特性如下:
1. 潔淨性：深層海水與表層海水不同，深層海水不受人為污染的影響。表層海水在沉澱過程中，細菌會因化學酸化、沉澱、移流擴散等分解作用，且會隨深度而逐漸減少。因深海無殘存細菌所需的有機物質沉澱且不含硝酸體氮素的供給，細菌難以繁殖。因此，導致病變的各種有害細菌或病菌，在深層海水中的含量均極為稀少，僅為表層水的千分之一至萬分之一。再者，殘存於深層海水的有機物，對微生物分解殘渣有機物作用的抵抗性相當安定，這也是深層海水水質在微生物學或物理化學方面較為安定、無機且清淨的原因。
2. 低溫性：由於太陽光線無法照到深層海水，所以水溫較表層海水低，且溫度較無明顯的變化，終年維持低溫穩定狀態。
3. 富無機營養鹽：由於深層海水光線不足，生物無法進行光合作用，因此植物性浮游生物所需的必要營養鹽－氮、磷、矽、硝酸等都無法消耗，大量累積在深層海水中。
4. 熟成安定性：處於高壓與大氣隔絶的影響，使深層海水長年成份穩定。
5. 富礦物質性：海洋中的礦物質主要來自岩層，經雨水沖刷至海洋，形成水溶性礦物質，均勻分佈在海水中。

## 深層海水應用
深層海水的利用領域如下:
1. 水產：魚貝類的養殖、水產物的衛生管理、水產加工品的生產和漁場的肥沃化。
2. 食品：各種健康飲料水、酒、供各種食品應用、脫鹽水、濃縮海水和食鹽生產。
3. 健康美容醫療：化妝品的生產、海洋療法和醫療用藥劑生產。
4. 農業：低溫利用農作物的栽培、農作物的生產和出貨時期的控制。
5. 能源：建築物的冷房、工場的冷卻水和海洋溫度差發電。